# Музей Московской железной дороги
Музей Московской железной дороги — московский музей-павильон, расположенный около Павелецкого вокзала. До 1992 года — филиал Центрального музея В. И. Ленина «Траурный поезд В. И. Ленина», получивший своё название из-за расположенного в нём траурного поезда (паровоз У127 и багажный вагон № 1691), который в 1924 году доставил тело Ленина в Москву. 
С 2001 года филиал, а с 2011 года — главное здание музея Московской железной дороги.

## Первое здание
23 января 1924 года траурный поезд привёз в Москву тело Ленина. В память о том событии в 1937 году был отреставрирован паровоз У127, который вёл тот поезд. Паровоз был установлен в одном из тупиков близ Павелецкого вокзала и обнесён цепью. Однако вскоре стало очевидно, что из-за нахождения под открытым небом официальный паровоз Ленина (это звание ему было присвоено в 1923 году после ремонта) со временем приходит в негодность. Тогда вскоре после окончания Великой Отечественной войны, несмотря на тяжёлое положение в стране, на государственном уровне принимается решение о строительстве специального павильона возле Павелецкого вокзала. В 1948 году строительство было завершено, и 21 января был торжественно открыт музейный павильон с экспозицией «Траурный поезд В. И. Ленина». Несмотря на некоторую тесноту, здание позволяло защитить размещённые в нём паровоз У127 и багажный вагон № 1691. Здание имело адрес Ленинская площадь дом 1, то есть по статусу рассматривалось выше, чем соседний Павелецкий вокзал.

## Второе здание

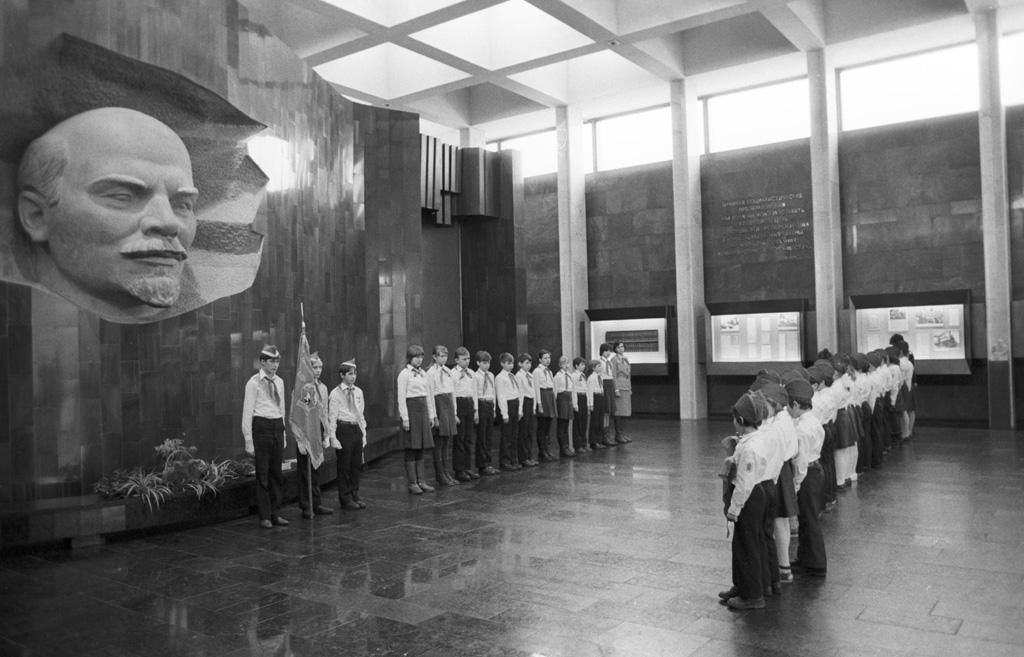
Прием школьников в пионеры в новом здании музея-павильона (1984 год)

В конце 1970-х, когда в стране вовсю шла подготовка к Летним Олимпийским играм, на уровне ЦК КПСС принимается решение о строительстве нового, более просторного павильона для паровоза. В 1979 году траурный состав был выведен из павильона. Строительство нового здания проходило быстрыми темпами. Для отделки павильона использовались чёрный лабрадорит (с Украины), белый мрамор (с Урала), шокшинский кварцит и красный гранит (из Карелии). Отделкой занимались архитекторы мастерской № 11 управления «Моспроект-2» под руководством заслуженного архитектора РСФСР Л. Н. Павлова. Уже в начале 1980 года по радио было передано сообщение, что закончен ремонт траурного поезда В. И. Ленина. 15 апреля того же года в честь 110-летия вождя мирового пролетариата состоялось открытие нового здания, сооружённого за рекордно короткий срок — 1 год.
В 1991 году над павильоном нависла угроза исчезновения. Так, во время августовского путча в музее уже отсутствовала охрана и здание было обесточено. Однако тогда демонстранты обошли музей стороной. В 1993 году был закрыт музей В. И. Ленина, филиалом которого был музей-павильон, в связи с чем вход в здание отныне был закрыт. В том же году Ленинская площадь была переименована в Павелецкую, а адрес бывшего музея сменился на Кожевническую ул., дом 2. В начале 1990-х в павильоне открылся автомобильный салон, а рядом располагалось автостоянка.
В 2001 году музей-павильон перешёл в собственность музея Московской железной дороги, а 5 августа 2011 года состоялось торжественное открытие отреставрированного здания, в котором отныне разместилась основная экспозиция музея. Через два дня (7 августа), после 20-летнего перерыва, здание павильона было вновь открыто для посетителей. Сейчас хронологические рамки музейной экспозиции охватывают период от появления первых железнодорожных механических устройств до наших дней.
В интерьере сохранены отделка и основные решения архитектора Л. Н. Павлова, но при этом было расширено за счет новой галереи и переноса части технических помещений выставочное пространство музея для размещения новых экспонатов, среди которых уникальные документы, редкие фотографии, памятные знаки, инсталляции интерьеров соответствующих эпох, макеты — статические и подвижные. К зданию была пристроена входная группа, в которой разместились гардероб и большой макет Казанского вокзала, а стены оформлены росписями на тему развития железнодорожного транспорта. Снаружи пристройка оформлена декоративным бассейном и садом камней, что позволило придать главному фасаду здания характерную выразительность. Парк музея также претерпел некоторые изменения. Была заново разбита главная аллея, удалены тополя и старые деревья с заменой их новыми, разбиты газоны с цветниками, тротуарные дорожки вымощены тротуарной плиткой, проведено уличное освещение. Работы по проектированию архитектурного облика музея, строительству и оформительским работам были выполнены в течение 1 года. Архитектурное проектирование музея Московской железной дороги выполнено группой архитекторов: Алешиков Д. В., Зотова Е. В., Кузнецова В. А., Назарова Т. А.

## Галерея

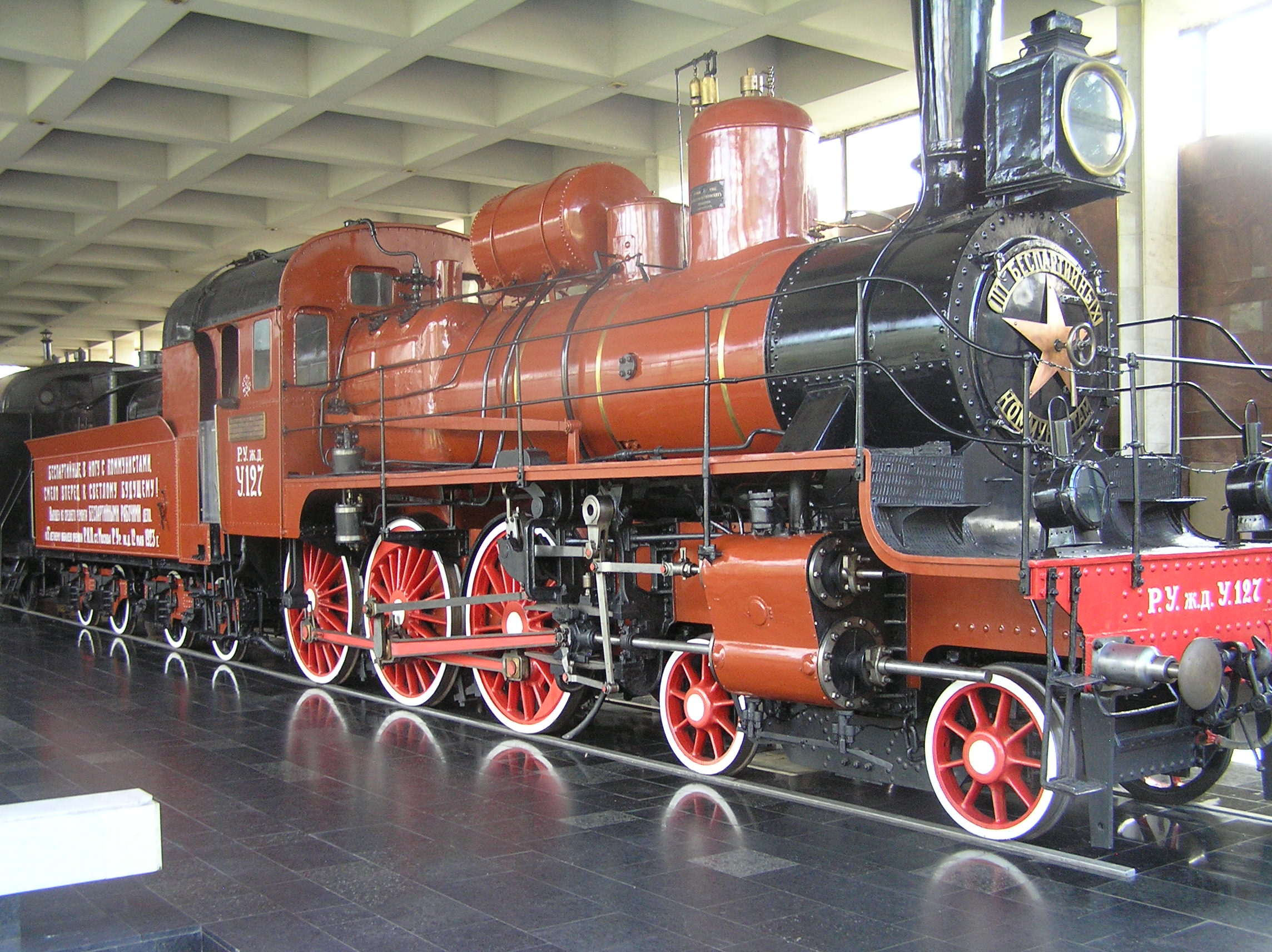
Паровоз У127
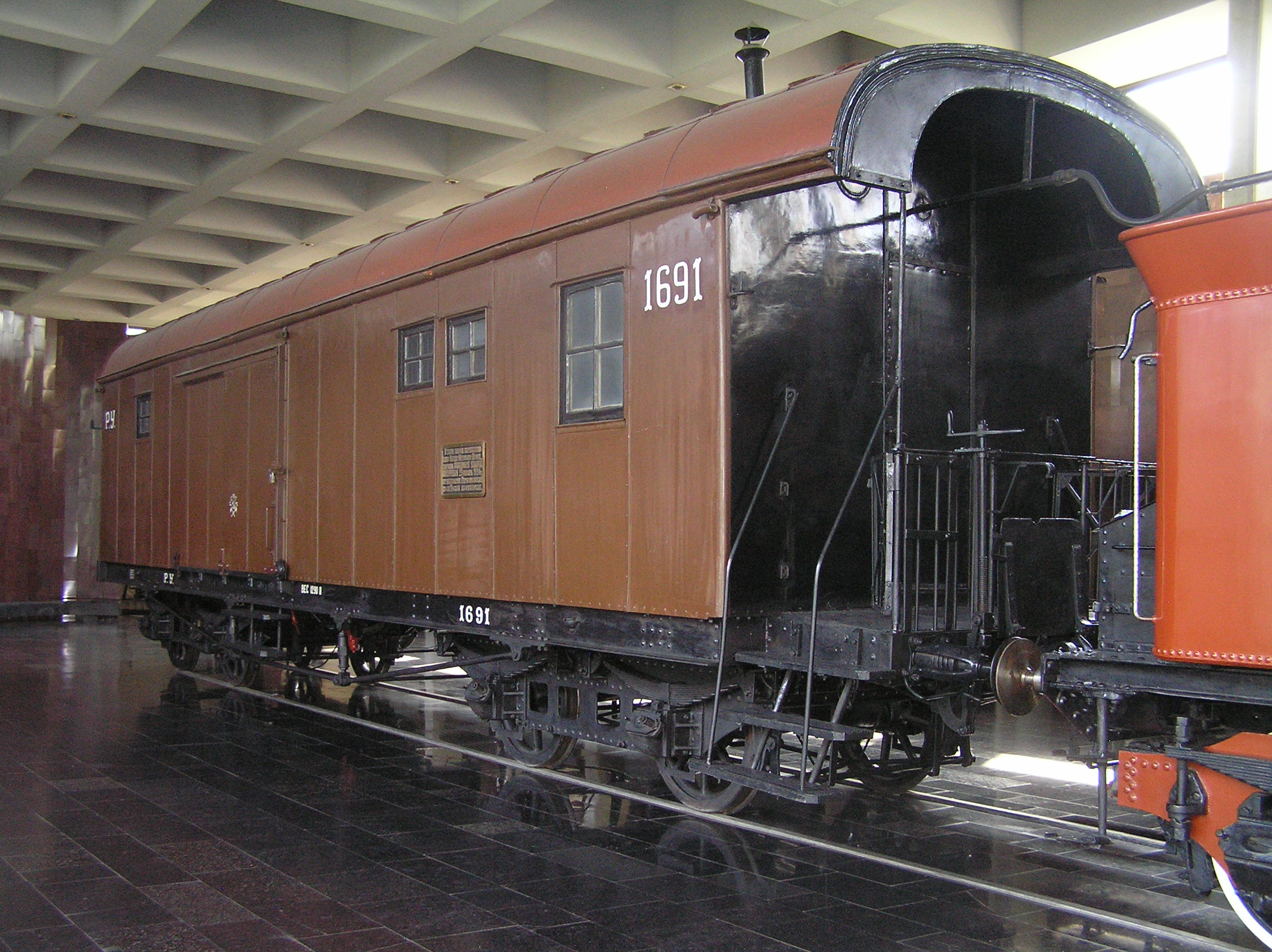
Багажный вагон № 1691
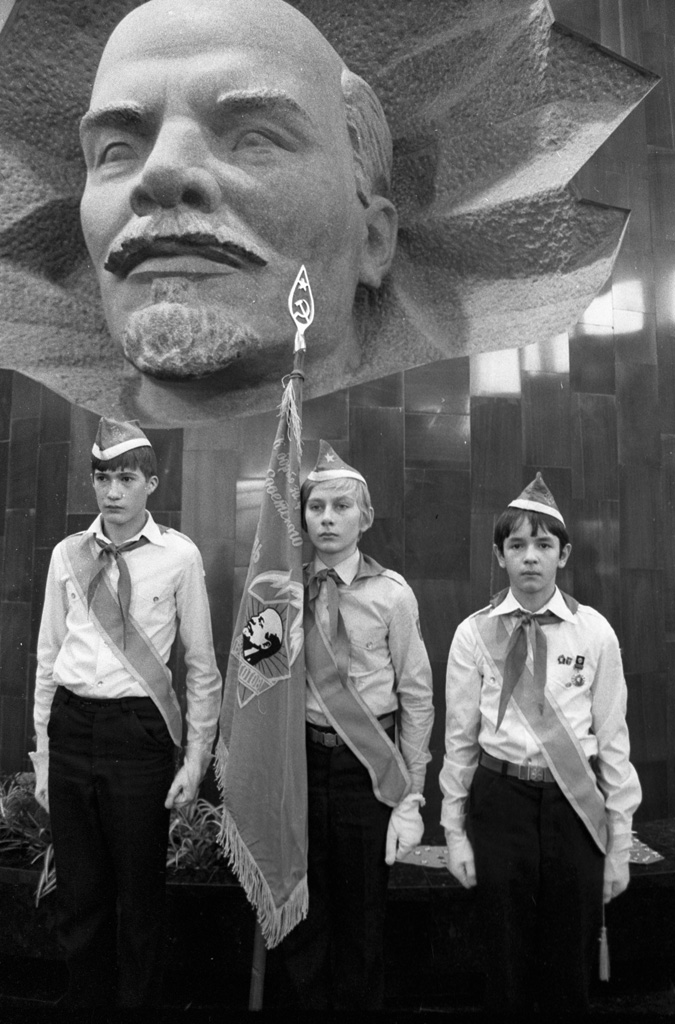
Почётный караул пионеров (4 октября 1984 года)